# Gene Greene
Eugene Delbert Greene (9. června 1877 Indiana – 5. dubna 1930 New York) byl americký vaudevillový a ragtimový zpěvák. Byl jedním z prvních, kteří užívali scatové pěvecké techniky.

## Kariéra
Greene se narodil v Indianě. Pracoval se svou ženou, Blanche Werner, jako Greene & Werner.
Mezi roky 1911 a 1917 nahrál pětkrát „King of the Bungaloos“, což byla jeho nejpopulárnější píseň. S přezdívkou „The Ragtime King“ využil scatové pěvecké techniky v této písni. Jeho další písně jsou „The Chinese Blues“ a „Alexander's Got a Jazz Band Now“. Během turné po Evropě v roce 1912 Blanche Werner zemřela. Greene pokračoval v představení, v letech 1912–1913, před návratem do USA, vytvořil kolem 64 nahrávek. Šel do důchodu v Grand Rapids v Michiganu a vedl restauraci. V New Yorku se pokoušel znovu zpívat, zemřel tam ale v zákulisí na infarkt.